# Mimozygoceropsis flavosignata
Mimozygoceropsis flavosignata là một loài bọ cánh cứng trong họ Cerambycidae.